# Méridienne de Manchecourt
La méridienne (ou obélisque astronomique) est un monument commémoratif érigé à Manchecourt, en France.

## Généralités

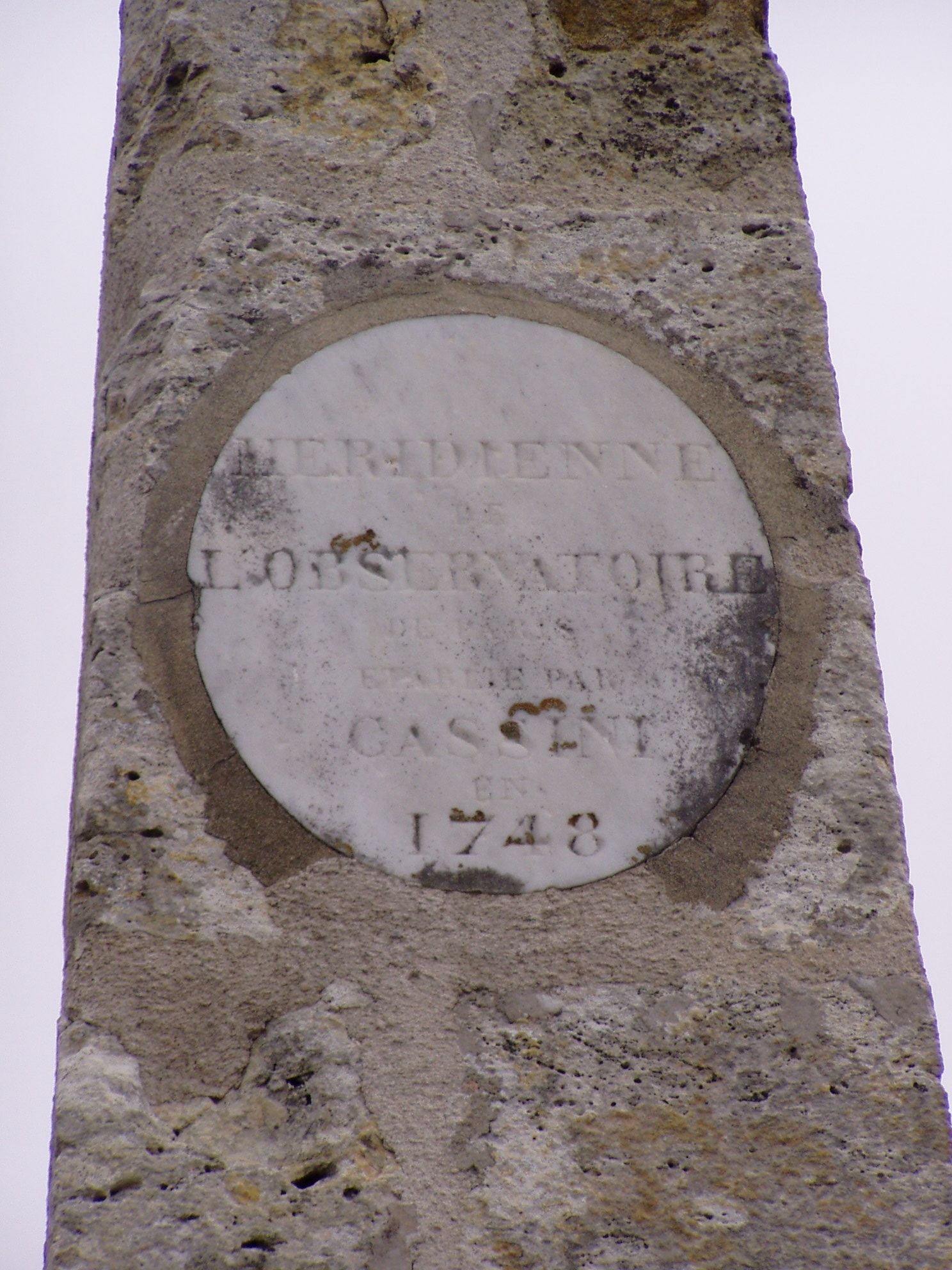
Détail du médaillon.

La méridienne est érigée sur le bas-côté de la route départementale 2152, au nord du bourg de Manchecourt, dans le département du Loiret (région Centre Val de Loire). Elle est située sur le tracé du méridien de Paris.
Il s'agit d'un obélisque en pierre, posé sur un socle parallélépipédique et surmonté d'une petite sphère, elle-même terminée par un fer de pique. L'édifice mesure 7 m de haut. Les faces du monument sont orientées selon les quatre points cardinaux. Sur la face sud, un médaillon porte l'inscription « Méridienne de l'observatoire de Paris établie par Cassini en 1748 ».
La méridienne d'Orveau-Bellesauve, de construction et d'histoire similaire, est distante de celle de Manchecourt de 4,65 km, au nord.

## Historique
Le méridien de Paris est mesuré dans la première moitié du XVIIIe siècle ; dans les années 1740, les astronomes français César-François Cassini et Nicolas Louis de Lacaille améliorent la précision de la mesure, conduisant entre autres à la réalisation de la carte de Cassini, une carte générale du Royaume de France. Cassini décide du balisage du méridien par une centaine d'obélisques commémoratif ; celui de Manchecourt est érigé en 1748.
Pendant la Révolution française, l'obélisque est perçu comme idéologiquement lié à l'Ancien Régime. La fleur de lys qui le surmonte est remplacée par un fer de pique. Puis, en 1794, il est abattu, ses pierres servant à rempierrer la route. Les sociétés d'astronomie ayant protesté contre cette interdiction, les habitants de Manchecourt sont contraints de le reconstruire en 1795, à leurs frais.
L'obélisque est classé monument historique le 16 septembre 1916. Se situant au milieu de la chaussée, il est déplacé sur le bas-côté en 1931.
À l'époque contemporaine, il s'agit de l'un des trois obélisques survivants du projet de Cassini, avec la mire du Nord à Paris et la méridienne d'Orveau-Bellesauve, toute proche.